# Pavel Suchov
Pavel Vladislavovič Suchov, accreditato come Pavel Sukhov nelle competizioni internazionali (in russo Павел Владиславович Сухов?; Kujbyšev, 7 maggio 1988), è uno schermidore russo, specializzato nella spada.

## Biografia
Ai campionati europei di scherma ha conquistato l'oro a Legnano 2012 nella spada individuale, una medaglia di bronzo a Lipsia 2010 sempre nella gara di spada individuale, un bronzo nella spada a squadre a Sheffield 2011.

## Palmarès
In carriera ha conseguito i seguenti risultati:
- Mondiali di scherma

Budapest 2013: bronzo nella spada individuale.
Lipsia 2017: bronzo nella spada a squadre.
Wuxi 2018: bronzo nella spada a squadre.
- Europei di scherma

Lipsia 2010: bronzo nella spada individuale.
Sheffield 2011: bronzo nella spada a squadre.
Legnano 2012: oro nella spada individuale.
Strasburgo 2014: bronzo nella spada a squadre.
Tbilisi 2017: oro nella spada a squadre.
Novi Sad 2018: oro nella spada a squadre.
Düsseldorf 2019: oro nella spada a squadre.